# Subiectio
En retórica, la subiectio (o percontatio), dentro de las figuras literarias, es una de las figuras de ficción. Consiste en la exposición de un diálogo ficticio entre el que escribe y su interlocutor o destinatario (se trataría, en tanto que su objetivo final es lograr la evidentia, de uno de sus tipos).
- Datos: Q6134812